# 469 Argentina
För andra betydelser, se Argentina (olika betydelser).
469 Argentina eller 1901 GE är en stor asteroid i huvudbältet, som upptäcktes den 20 februari 1901 av den italienske astronomen Luigi Carnera. Den har fått sitt namn efter landet Argentina.
Asteroiden har en diameter på ungefär 133 kilometer.